# Venturia masoni
Venturia masoni là một loài tò vò trong họ Ichneumonidae.